# Argiolestinae
Argiolestinae – podrodzina ważek z rodziny Argiolestidae.
Dorosłe samce tych ważek cechuje osłonka liguli genitalnej pozbawiona mikrorowkowania, a samice krótkie pokładełko, nie sięgające za przysadki dalej niż o długość dziesiątego segmentu odwłoka. Przedstawiciele tej podrodziny występują w krainie australijskiej oraz w Azji Południowo-Wschodniej na wschód od linii Huxleya.
Należą tu rodzaje:
- Archiargiolestes Kennedy, 1925
- Argiolestes Selys, 1862
- Austroargiolestes Kennedy, 1925
- Caledargiolestes Kennedy, 1925
- Caledopteryx Kennedy, 1925
- Celebargiolestes Kennedy, 1925
- Eoargiolestes Kalkman & Theischinger, 2013
- Griseargiolestes Theischinger, 1998
- Luzonargiolestes Kalkman & Theischinger, 2013
- Metagrion Calvert, 1913
- Miniargiolestes Theischinger, 1998
- Podopteryx Selys, 1871
- Pyrrhargiolestes Kalkman & Theischinger, 2013
- Solomonargiolestes Kalkman & Theischinger, 2013
- Trineuragrion Ris, 1915
- Wahnesia Forster, 1900